# Flóra Molnár
Flóra Molnár (ur. 2 marca 1998 roku w Nagykanizsa) – węgierska pływaczka, uczestniczka letnich igrzysk z Rio de Janeiro z 2016 roku. Rekordzistka kraju na 50 metrów stylem dowolnym.

## Życiorys

### Mistrzostwa świata i Europy
W 2014 roku wygrała mistrzostwo Węgier na 50-metrowym basenie w stylu dowolnym. Na mistrzostwach Europy juniorów w 2014 zajęła czwarte miejsce na 50 m i siódme miejsce na 100m. Na mistrzostwach świata juniorów w 2015 na 100 metrów, zaś na 50-metrowym basenie w stylu motylkowym z czasem 13,50 ukończyła na piątym miejscu. Mistrzostwa Europy w pływaniu na krótkich dystansach w 2015 na 100 metrów ukończyła na 14. miejscu. Nie mogła wystąpić w mistrzostwach świata w 2016 roku z powodu choroby. W mistrzostwach świata w Budapeszcie w 2017 skończyła na 28. miejscu na 50 metrów motylkiem.

### Igrzyska olimpijskie
W lipcu 2016 zdobyła kwalifikację olimpijską na 50 metrów stylem dowolnym. Na basenie olimpijskim na dystansie, na jaki zdobyła kwalifikację, uzyskała czas 25,07, co nie dało jej promocji do półfinału. W końcowej klasyfikacji zajęła 25. miejsce.